# エレデ博多寿屋
エレデ博多寿屋（エレデはかたことぶきや）は、かつて福岡県福岡市博多区にあった、株式会社壽屋（現在のカリーノグループ）が運営していた百貨店業態の都市型総合スーパーである。

## 概要
1975年に福岡市中央区天神へ移転した博多大丸（博多区呉服町・上層階は博多帝国ホテルであった）の入居していたビルを改装して1982年4月に開店した。
寿屋念願の福岡市中心地における百貨店業態の大型店舗であった。
呉服町駅に隣接しており、地下鉄駅構内から店舗への通路が存在した。
老朽化のため同地再開発ビルへの出店が計画されていたが土地を保有していた東邦生命保険の賃料上げ要求により断念、その後寿屋は2001年4月28日福岡空港付近に大型ショッピングセンターエレデ博多寿屋空港店を出店した。
1999年2月に閉店。
跡地には呉服町ビジネスセンタービルが開業、核テナントはサニー、医療施設、コーヒーショップ等が入居。

## 交通アクセス

### 鉄道
- 福岡市地下鉄箱崎線呉服町駅直結

## 周辺施設
- 福岡玉屋（現、gates）
- 博多リバレイン
- 山口銀行福岡支店